# María José Gaidano
María José Gaidano (Buenos Aires, 25 marzo 1973) è un'allenatrice di tennis ed ex tennista argentina.

## Biografia
Professionista dal 1992 al 2000, ha toccato il momento più alto della sua carriera nel 1993, quando è approdata agli ottavi di finale dell'US Open, perdendo poi da Natalia Zvereva; all'epoca occupava la posizione numero 137 del ranking mondiale. In carriera si è aggiudicata due titoli ITF. Ha fatto parte della squadra argentina di Fed Cup nel 1997.
Terminata la carriera agonistica ha intrapreso quella da allenatrice seguendo le connazionali Florencia Molinero e María Irigoyen, nell'ottobre 2013 le viene assegnato il ruolo di capitano dell'Argentina in Fed Cup.